# Мадреанска флористичка област
Мадреанска флористичка област је део холарктичког царства, која се налази на западу Северне Америке. Област је названа по планинском ланцу Западна Сијера Мадре, а обухвата сушне (аридне и семиаридне) екосистеме. Граничи се с флористичком облашћу Стеновитих планина на северу, северноамеричком атлантском облашћу на северу и истоку, а са карипском облашћу на југу.
Мадреанска област се карактерише специфичном флором, са бар три ендемичне фамилије (Fouquieriaceae, Simmondsiaceae, Setchellanthaceae). Уз њих, и фамилије попут Crossosomataceae, Garryaceae, Lennoaceae, Limnanthaceae и Stegnospermataceae овде достижу највећи диверзитет. 